# Jatisari (Subah)
Jatisari is een bestuurslaag in het regentschap Batang van de provincie Midden-Java, Indonesië. Jatisari telt 3194 inwoners (volkstelling 2010).